# ليونارد بي. كيلر
ليونارد بي. كيلر (بالإنجليزية: Leonard B. Keller)‏ هو عسكري أمريكي، ولد في 25 فبراير 1947 في روكفورد في الولايات المتحدة، وتوفي في 18 أكتوبر 2009 في بينساكولا في الولايات المتحدة.